# رومان تكاتشوك
رومان تكاتشوك هو لاعب كرة قدم روسي في مركز الدفاع، ولد في 9 يناير 1987 في نوفوسيبيرسك في روسيا. لعب مع FC Sibir-2 Novosibirsk ‏.

## وصلات خارجية
- رومان تكاتشوك على موقع قاعدة بيانات كرة القدم.إي يو (الإنجليزية)
- رومان تكاتشوك على موقع Soccerway.com (الإنجليزية)